# Omar Omsen
Pour les articles homonymes, voir Diaby.
Omar Diaby, né à Dakar (Sénégal) vers 1976, dit également Omar Omsen (contraction d'Omar et Sénégal), est un jihadiste français d'origine sénégalaise proche d'Al-Qaïda. Il est d'abord actif à Nice où il recrute de nombreux candidats au djihad, avant de se rendre en Syrie où il fonde une communauté de combattants français.

## Débuts

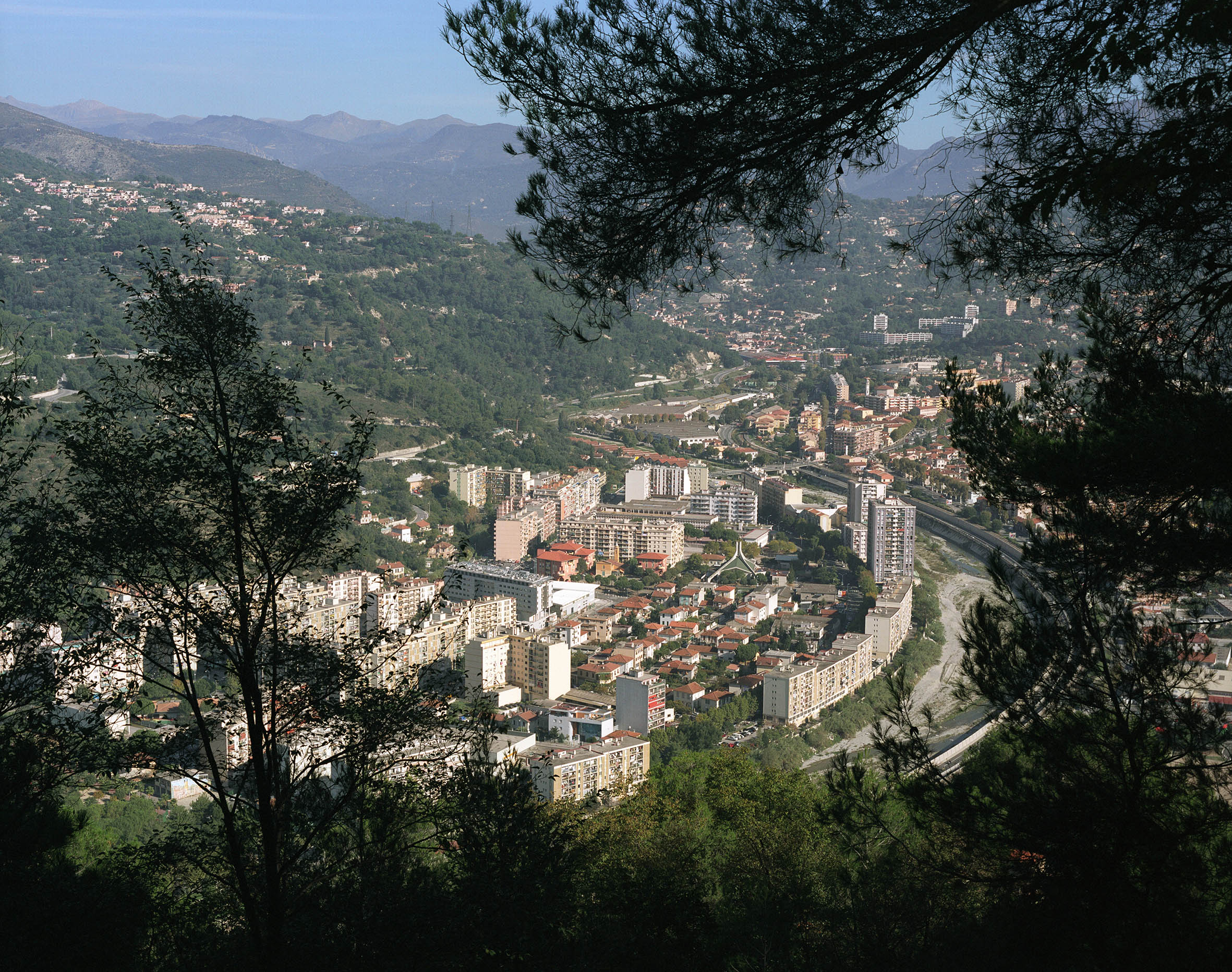
L'Ariane à Nice.

Il arrive avec sa famille, adepte d'un islam traditionnel tidjian, à l'âge de 7 ans à la cité de l'Ariane à Nice. Dans les années 1990, il fait plusieurs séjours en prison pour une affaire de règlement de comptes, puis pour son implication dans plusieurs braquages dont celui de deux bijouteries à Monaco en 2002 et 2003,. Il se serait radicalisé en prison et commence un travail d'enrôlement et conversion à l'islam jihadiste dans son quartier et via des vidéos de propagande réalisées et diffusées sur YouTube. En 2011, il tente déjà de se rendre en Afghanistan et au Yémen avec une dizaine d'acolytes, mais il est arrêté à la gare de Nice le jour de leur départ.

## Recrutement pour le djihad
En 2012, il travaille à la sandwicherie halal nommée « la Nosra ». Omar Diaby est considéré par les services antiterroristes comme un important recruteur de djihadistes français pour la Syrie et un proche de Forsane Alizza, groupuscule islamiste dissous en 2012 par le gouvernement.
« Intelligent, éloquent et manipulateur », il se fait connaître comme prêcheur et recruteur, alors-même qu’il bénéficie d’un régime de semi-liberté et passe ses nuits à la maison d’arrêt de Nice. Il entame la réalisation de la série de vidéos 19 HH, très populaires sur YouTube et les réseaux sociaux, avec l'aide du Lyonnais Mourad Farès. Dès fin 2012, son propos se tourne vers la Syrie. En 2014, la plus visionnée, Destination la Terre Sainte, dépasse les 100 000 vues. Soigneusement mises en scène, alternant musique arabisante et hollywoodienne, ses vidéos mêlent prêches, images cinématographiques détournées, souvent issues d'œuvres à caractère religieux (Les Dix commandements), conspirationnistes (Matrix) ou messianiques (la série américaine John Doe) pour servir un discours conspirationniste, antisémite, millénariste, sectaire et violent. Dans la vidéo d'avril 2013 servant de préambule, 19 HH se réclame du salafisme et du takfirisme. Ces films sont intitulés : « L’Histoire de l’humanité » — sur plus de quatre heures — « La Vérité sur l’islam » ou « La Vérité sur la mort de Ben Laden ». Ils sont tenus pour responsables de la première grande vague de départs de jeunes Français à une époque précédant la propagande audiovisuelle sophistiquée de l’État islamique.
Il rejoint la Syrie en 2013 pour prendre la tête d'un groupe constitué principalement de jeunes Niçois affilié au Front al-Nosra, la branche syrienne d’Al-Qaïda. Son groupe comptera jusqu'à 150 combattants, dont son frère Moussa. À partir de fin 2013, son groupe souffre de tensions quand il rejette l’État islamique pour rester fidèle au groupe de djihadistes du Front al-Nosra par révérence pour Al-Qaïda. Il part au Sénégal chercher des membres de sa famille mais il se confronte à son ancien ami Mourad Farès à son retour.

## Conflits entre djihadistes

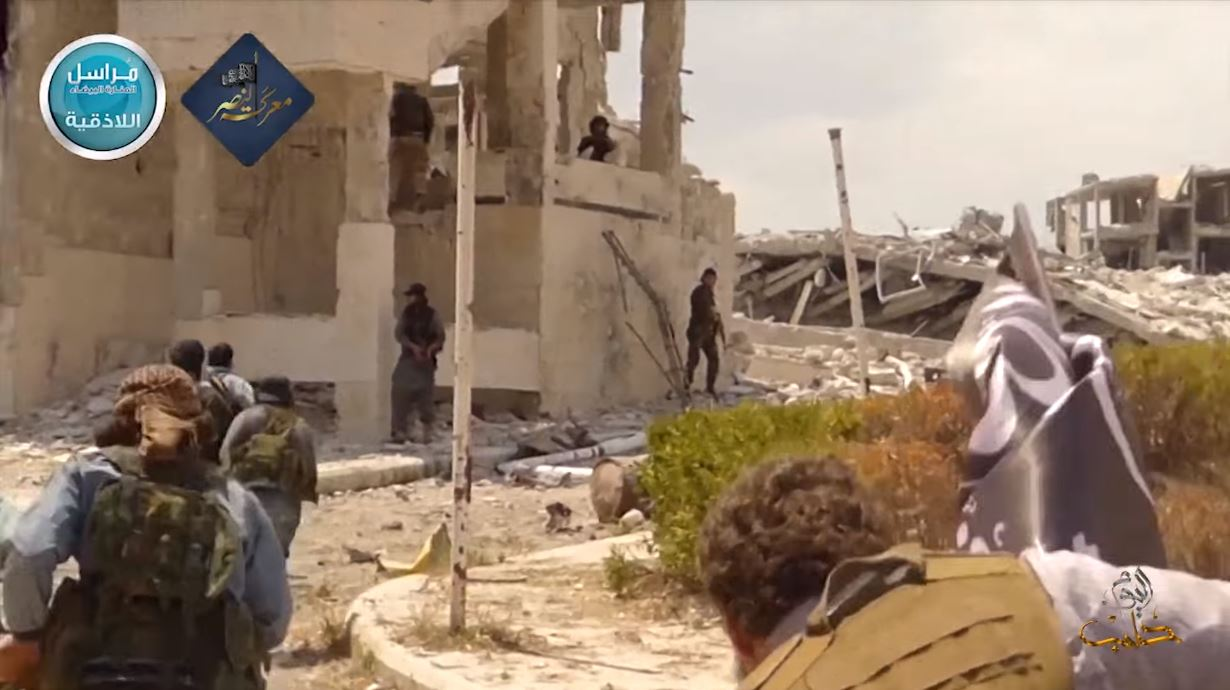
Bataille de Jisr al-Choghour.

En mai 2015, il participe avec son groupe à la bataille de Jisr al-Choghour. Il est donné pour mort en août 2015 près de la ville syrienne d'Idleb, mais il réapparaît à l'été 2016 dans un reportage de France 2 diffusé dans Complément d'enquête. Son groupe ne compte alors plus qu'une quarantaine de personnes, dont les plus jeunes sont des Niçois et des djihadistes ouïghours du PIT. Diaby est alors critiqué pour être resté éloigné des zones de combat. Soutenant ne devoir d'allégeance qu'à Al-Qaïda et non au Front Al-Nosra, il est en conflit avec son porte-parole Abou Firas al-Souri (qui sera tué en avril 2016) et voit son aura décliner.
Bien que se démarquant de l’EI sur le terrain (« ils ont une compréhension de la charia différente de la nôtre (…). Lorsqu’on vient dans un pays qui n’est pas le nôtre, on n’a pas le droit d’imposer immédiatement des lois que le peuple n’arrive pas à comprendre (…). On éduque d’abord la population, on lui fait comprendre et aimer la religion. La charia, ce n’est pas couper des mains, ce n’est pas lapider les femmes ou les hommes adultères »), il se félicite de l'attentat contre Charlie Hebdo (« Ceux qui ont insulté le prophète ont été exécutés. Il fallait faire ce que les frères Kouachi ont fait. J'aurais voulu être choisi pour faire cela ») et ne condamne pas les attentats du 13 novembre 2015 et conseille de voter pour Marine Le Pen à l'élection présidentielle de 2017 car elle aurait promis d'arrêter les frappes militaires françaises, même si cette dernière évoquait alors le Mali et non la Syrie.

## Disgrâce
À l'été 2018, des différends opposent Omar Omsen à d'autres djihadistes de la région d'Idleb. Selon Romain Caillet : « Il est notamment reproché à Omar Omsen de s’être accaparé les logements de ses anciens affidés, mais aussi, et surtout, des accusations d’hétérodoxies sur la question des « djinns », des créatures surnaturelles dont l’existence est attestée dans les textes scripturaires de la tradition musulmane. En outre, il serait également reproché à Omar Omsen de s’être auto-proclamé « juge islamique », sans en avoir les compétences ». En août, Omar Omsen est arrêté par Hayat Tahrir al-Cham (HTC) et placé en détention provisoire à Harim, pour s'être prévalu à tort dans un communiqué d'avoir reçu le soutien d'un tribunal islamique local, après une plainte déposée contre lui par des djihadistes français. Il est cependant libéré au bout de quelques jours,,. Il est de nouveau arrêté par ce même groupe en août 2020, puis libéré début 2022.
Selon la chercheuse Dareen Khalifa, Omar Omsen a été libéré à « condition qu'il ne joigne aucun autre groupe armé d'Idlib, ne recrute plus de Français combattants, n'incite plus contre la France et ne parle plus aux médias ». Le groupe HTC, considéré comme terroriste par les États-Unis, cherche notamment à expulser certains djihadistes étrangers afin de devenir un interlocuteur « respectable » dans le cadre de la résolution de la crise syrienne.
Lors de l'offensive rebelle de 2024 en Syrie, Omar Omsen affirme que c'est son fils qui filme et commente en français l'avancée des troupes du HTC à Hama et Lattaquié et semble ainsi être un combattant.